# Noriaki Fujimoto
Noriaki Fujimoto (藤本 憲明, Fujimoto Noriaki), né le 19 août 1989, est un footballeur japonais.

## Biographie
Fujimoto commence sa carrière en 2012 avec le club du Sagawa Printing (SP Kyoto FC), club de Japan Football League. En 2016, il est transféré au Kagoshima United FC, club de J3 League. En 2018, il est transféré au Oita Trinita, club de J2 League. Il est vice-champion de J2 League en 2018 avec cette équipe, obtenant par la même occasion la montée en J1 League. En août 2019, il est transféré au Vissel Kobe. Avec ce club, il remporte la Coupe du Japon 2019.